# Skipness
Skipness, schottisch-gälisch Sgibinis, ist ein kleiner Weiler in Argyll and Bute, Schottland, an der Ostküste der Halbinsel Kintyre. Der Ort liegt wenige Kilometer südlich von Tarbert in Sichtweite der Isle of Arran.
Die in unmittelbarer Nähe gelegene Burgruine Skipness Castle sowie die Kilbrannen Chapel, die einige seltene Grabplatten enthält, machen den Ort historisch interessant. Kapelle und Burgruine stammen beide aus dem 13. Jahrhundert und werden von der Behörde Historic Scotland unterhalten.
Ein namhaftes nahe der Burg gelegenes Café bietet lokale Fischspezialitäten an und macht Skipness zu einem beliebten touristischen Ausflugsziel. In Port Na Chro, unweit der Stadt, werden in der Nähe zum Strand Ferienhäuser vermietet. Ferner befindet sich in der Umgebung eine ökologische Gerberei.